# Гамильтон, Владимир Иванович
Влади́мир Ива́нович Гамильтон (1920 — неизвестно) — советский футболист, нападающий.

## Биография
Воспитанник московского футбола. В 1939 году провёл один матч в Кубке СССР за вторую команду «Спартака». В 1943—1946 годах — в «Динамо» Ленинград. Участник турне ленинградского «Динамо» по городам СССР в 1942—1943 годах. В чемпионате 1945 года сыграл пять матчей, позже получил травму. В 1949 году был в составе московского «Металлурга».
Участник Великой Отечественной войны. Был сержантом в составе 165 стрелкового полка 1 осбр НКВД Ленинградского фронта. Сержант. В 1943 году награждён медалью «За оборону Ленинграда».